# ماه‌گرفتگی

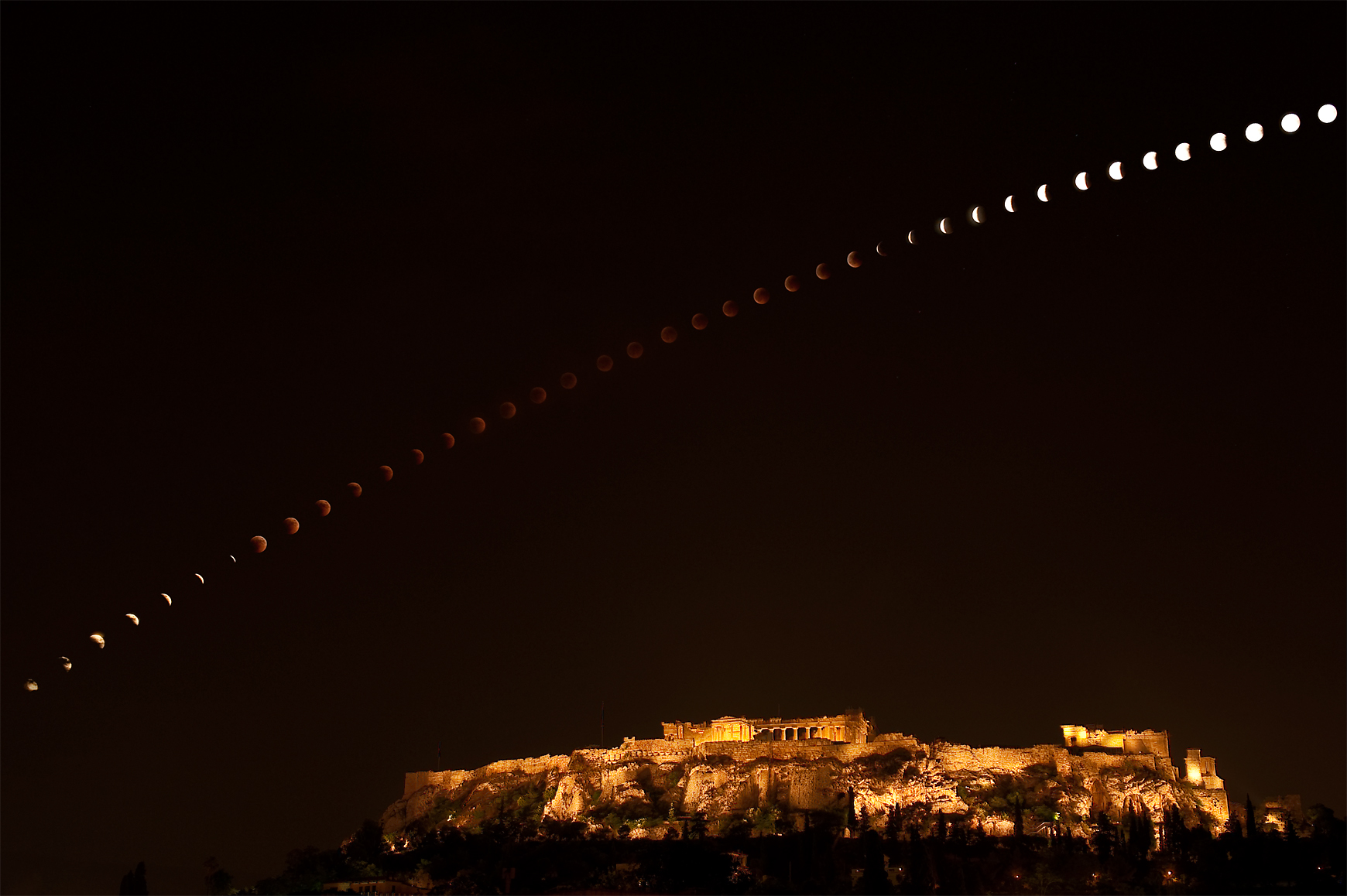
نگاره‌ای از فاز کامل ماه‌گرفتگی ۱۵ ژوئن ۲۰۱۱ بر فراز آکروپلیس، آتن. این ماه‌گرفتگی ۱۰۰ دقیقه به طول انجامید و با استفاده از تصاویر پیوستهٔ دوربین دیجیتال به این شکل ثبت شد.

ماه‌گرفتگی یا خُسوف (انگلیسی: Lunar eclipse) یا به پهلوی ماهتمیک، هنگامی روی می‌دهد که کره ماه در حالت بدر و وضعیت مقابله قرار داشته و سایه زمین بر روی آن بیافتد یا به عبارتی ماه وارد مخروط سایه زمین شود. (زمین بین ماه و خورشید قرار گیرد) زمین در حرکت مداری خود به دور خورشید سایه‌اش را، که در فضا در سمتی مخالف خورشید ممتد است، به دنبال می‌کشد. سایه زمین به شکل یک مخروط است که قاعده آن مقطع زمین و طول متوسط آن ۱٬۳۸۰٬۰۰۰ کیلومتر است. طول این سایه، بر اثر تغییر فاصله زمین از خورشید تا حدود ۴۰٬۰۰۰ کیلومتر نسبت به مبدأ متوسط تغییر می‌کند.

## شرایط روی دادن ماه‌گرفتگی
وقتی از بالا به دائرةالبروج بنگریم به اشتباه گمان می‌کنیم که ماه‌گرفتگی باید ماهی یک بار اتفاق افتد. خطای این دید وقتی آشکار می‌شود که از پهلو نگاه کنیم. آنگاه روشن می‌شود که این سه جرم در حقیقت بر یک خط واقع نیستند. ماه در نتیجه میل مدارش با دائرةالبروج، می‌تواند از بالا یا پایین مخروط سایه، به فاصله‌ای که حداکثر ۳۲٬۰۰۰ کیلومتر می‌شود بگذرد. برای اینکه خسوف برقرار باشد باید دو شرط مهم زیر هم‌زمان با یکدیگر برقرار باشند:
1. خورشید، زمین و ماه، باید بر خطی مستقیم واقع باشند یعنی ماه به حالت بدر از زمین دیده شود. این واقعه ماهی یک بار روی می‌دهد.
2. ماه در حرکت مداریش باید در حال عبور از دائرةالبروج، یعنی در یکی از گره‌ها باشد.

بیشتر دیده شد که کره ماه نیمی از ماه را در زیر صفحه دائرةالبروج به سر می‌آورد و نیم دیگر را بالای آن. دو نقطه‌ای که در آن‌ها ماه صفحه دائرةالبروج را قطع می‌کند عقدتین نامیده می‌شود: یکی از این دو عقده رأس (گره شمالی) است و دیگری عقده ذنب (گره جنوبی). خط واصل این دو نقطه را خط عقده‌ها یا خط گره‌ها می‌نامند.

## مدت ماه‌گرفتگی
مدت دوام ماه‌گرفتگی نسبتاً زیاد است، زیرا قطر مخروط سایه زمین در نقطه‌ای که ماه از آن می‌گذرد، در حدود ۹٬۲۰۰ کیلومتر است. اگر ماه مخروط را به‌طور مرکزی قطع کند، نزدیک به دو ساعت در ماه‌گرفتگی کامل خواهد بود، زیرا قطر ماه در حدود ۳٬۵۰۰ کیلومتر و سرعت متوسط آن ۳٬۲۰۰ کیلومتر در ساعت است. سایه زمین ماه را کاملاً تاریک نمی‌کند. حتی وقتی که ماه‌گرفتگی کامل باشد ماه کاملاً مرئی است، ولی رنگ سرخ بی فروغی جای درخشش عادی آن را می‌گیرد. این فروغ مختصر معمول نور آفتابی است که از جو زمین به داخل مخروط سایه شکسته شده‌است. اجزای آبی و بنفش نور آفتاب بر اثر پراکندن در جو زمین، حذف می‌شوند و مؤلفه‌های سرخ نورند که قرص ماه را اندکی روشن می‌کنند.

## ماه گرفتگی جزئی
در ماه‌گرفتگی جزئی فقط قسمتی از ماه از میان مخروط سایه می‌گذرد. به این ترتیب بریدگی تاریکی در ماه تمام، در بخش شمالی آن یا در بخش جنوبی، پدیدار می‌شود. البته ماه‌گرفتگی‌های جزئی هم بعد و هم پیش از ماه‌گرفتگی کلی نیز واقع می‌شوند. در حدود نیم ساعت طول می‌کشد تا ماه کاملاً وارد سایه شود و مدت مشابهی نیز لازم است تا کاملاً از سایه بدر آید.

## ماه‌گرفتگی نیم‌سایه‌ای
ماه‌گرفتگی نیم‌سایه‌ای، وقتی رخ می‌دهد که ماه در نیم‌سایهٔ زمین قرار می‌گیرد بنحوی که خورشید به صورت یک قرص بریده از پشت زمین بر ماه می‌تابد. در این صورت مقداری از شمال یا جنوب ماه تیره‌تر به نظر می‌رسد و ماه به رنگ خاکستری سوخته درمی‌آید.

## دنباله ماه‌گرفتگی‌ها
ماه‌گرفتگی‌ها به ترتیب و در دنباله‌هایی چند روی می‌دهند. یک دنباله کامل که شامل ۴۸ یا ۴۹ خسوف می‌شود، حدود ۸۶۵ سال طول می‌کشد. فاصله زمانی بین دو ماه‌گرفتگی پیاپی در یک دنباله ..۳۳۶٫۵۸۵ روز است. ماه‌گرفتگی‌های پیاپی شباهت زیادی با هم دارند که دال بر عضویتشان در یک دنباله است. روش به‌دست آوردن عدد ..۳۳۶٫۵۸۵ روز بدین قرار است:
برای آن که یک ماه‌گرفتگی تکرار گردد:
1. ماه باید در حالت بدر باشد. این وضعیت هر ۲۹٫۵۳۰۵۹ روز یک‌بار تکرار می‌شود.
2. خورشید باید نسبت به عقده‌ها در همان مکان قبلی باشد، و این هر ۳۴۶٫۶۲۰۱ روز تکرار می‌گردد.

کوچک‌ترین مضرب مشترک این اعداد ۶٫۵۸۵ است، یعنی هر ۶٫۵۸۵ روز، ماه، زمین و خورشید وضعیت خسوف قبلی را تکرار می‌کنند. فاصله زمانی ۳۳٫۶۵۸۵۰۰ روز به یک ساروس موسوم است که در زبان بابلی قدیم به معنی تکرار است.

## محاسبات ماه‌گرفتگی
محاسبه زمان وقوع ماه گرفتگی به دلیل اینکه تمام ناظرین در روی کره زمین در موقعیت‌های مختلف شاهد رخدادهای یکسان هستند نسبت به خورشید گرفتگی ساده‌تر است. جونپوری در کتاب زیج بهادرخانی خود، شرایطی برای قابلیت مشاهده پذیری ماه گرفتگی ذکر کرده‌است. این شرایط عبارت اند از:
1. به هنگام شب باشد یا از طلوع آفتاب بیش از ۲ ساعت و ۴ دقیقه نگذشته باشد یا به غروب آفتاب بیش از ۲ ساعت و ۴ دقیقه باقی نمانده باشد.
2. ماه از گره‌ها بیش تر از ۱۲ درجه و ۲۸ دقیقه حرکت نکرده باشد.

جونپوری سپس در ادامه به ذکر روش محاسبه زمان وقوع می‌پردازد. لازم به توضیح است که برای محاسبه موقعیت ماه به بیش از صدها جمله مثلثاتی نیاز است. حقیقت امر این است که ماه به دلیل سرعت بالا در چرخش به دور زمین دارای اختلالات حرکتی بسیاری است. اما قبل از محاسبه زمان رخداد ماه گرفتگی، لازم است برخی پارامترها محاسبه گردد:

### تعیین زمان مورد نظر
ابتدا لحظه‌ای که قرار است کیفیت ماه گرفتگی در آن بررسی شود تعیین می‌شود. بدیهی است زمان مورد نظر حتماً باید در نیمه ماه قمری باشد تا در آن هلال ماه کامل باشد. سپس معادل میلادی لحظه مورد نظر تعیین می‌شود. برای مثال برای بررسی امکان وقوع ماه گرفتگی در تاریخ ۱۴ جمادی‌الثانی ۱۴۳۶ معادل سال میلادی آن که برابر ۴ آوریل ۲۰۱۵ است، تعیین می‌گردد. در ادامه مقادیر T و K به کمک معادلات زیر محاسبه می‌شوند:
{\displaystyle k=(year-1900)\times {12.3685}}
{\displaystyle T={\frac {k}{1236.85}}}
باید توجه شود که در رابطه فوق year سال میلادی مورد نظر می‌باشد. برای تاریخ ۴ آوریل ۲۰۱۵ مقدار year برابر ۲۰۱۵٫۲۵۷۵۳۴ است. همچنین مقدار k برای یک ماه کامل با قسمت اعشاری ۰٫۵ خواهد بود.

### محاسبه پارامترهای خورشید و ماه
در گام دوم پارامترهای مربوط به خورشید و ماه در لحظه مورد نظر محاسبه می‌شوند:
مقدار آنومالی متوسط خورشید:
{\displaystyle M=359.2242+29.10535608k-0.0000333T^{2}-0.00000347T^{3}}
مقدار آنومالی متوسط ماه:
{\displaystyle M'=306.0253+385.81691806k+0.0107306T^{2}+0.00001236T^{3}}
مقدار شناسه عرض ماه:
{\displaystyle F=21.2964+390.67050646k-0.0016528T^{2}-0.00000239T^{3}}
اکنون به کمک مقدار F می‌توان اطلاعات اولیه‌ای از وضعیت گرفت به‌دست آورد:
1. اگر F با نزدیک‌ترین مضرب °۱۸۰ کمتر از ۱۳٫۹ درجه اختلاف داشته باشد آن گاه حتماً یک گرفت رخ می‌دهد.
2. اگر اختلاف بیش از ۲۱ درجه باشد آنگاه هیچ گرفتی رخ نخواهد داد.
3. اگر اختلاف بین این دو مقدار باشد، امکان وقوع گرفت قطعی نیست و باید بررسی بیشتر صورت بگیرد.

برای تاریخ ۴ آوریل ۲۰۱۵ مقادیر M و 'M و F به ترتیب برابر °۳۸°۵۵°۸۸، °۲۲°۰۳°۲۰۸ و °۰۴°۰۶°۲ به‌دست می‌آید. مقدار F در این تاریخ نشان می‌دهد که وقوع ماه گرفتگی در این تاریخ حتمی است.

### . محاسبه پارامترهای پیشگویی زمان گرفت.
در گام سوم مقادیر t , p، u , v، S , C و n محاسبه می‌شود:
{\displaystyle C=0.2070\sin M+0.0024\sin 2M-0.039\sin M'+0.0115\sin 2M'-0.00073\sin(M+M')-.0067\sin(M-M')+0.0117\sin 2F}
{\displaystyle S=5.19595-0.0048\cos M+0.0020\cos 2M-0.3283\cos M'-0.006\cos(M+M')+0.0041\cos(M-M')}
{\displaystyle v=S\sin F+C\cos F}
{\displaystyle u=0.0059+0.0046\cos M-0.0182\cos M'+0.0004\cos 2M'-0.0005\cos(M+M')}
{\displaystyle p=1.0129-u}
{\displaystyle t=0.4679-u}
{\displaystyle n=0.5458+0.04\cos M'}

### زمان ژولینیرخداد
اکنون در ادامه روز ژولینی لحظه مورد نظر را محاسبه می‌کنیم:
{\displaystyle JD=2415020.75933+29.53058868k+0.0001178T^{2}-0.000000155T^{3}+0.00033sin(166.56+132.87T-0.009173T^{2})}
{\displaystyle +(0.1734-0.000393T)\sin M+0.0021\sin 2M-0.4068\sin M'+0.0161\sin 2M'-0.0051\sin(M+M')-0.0074\sin(M-M')-0.0104\sin 2F}
این لحظه با دقت مناسبی زمان وسط گرفت را مشخص می‌کند. برای مثال فوق مقدار روز ژولینی برابر ۲۴۵۷۱۱۷٫۰۰۱۰۴۶۷۶۹ که برابر ۴ آوریل ۲۰۱۵ ساعت ۱۲ و صفر دقیقه و ۹ ثانیه می‌باشد. به عبارت دیگر زمان وسط ماه گرفتگی در ساعت ۱۲ و صفر دقیقه و ۰۹ ثانیه بر حسب زمان گرینویچ خواهد بود؛ که این زمان با زمان دقیق گرفت صرفاً ۵ ثانیه اختلاف دارد.

### محاسبه زمان برخوردها
در نهایت زمان نیم گرفت‌ها برحسب دقیقه از روابط زیر به‌دست می‌آید:
برای حالت کلی:
{\displaystyle \color {blue}{\frac {60}{n}}{\sqrt {t^{2}-v^{2}}}}
و برای حالت جزئی:
{\displaystyle \color {blue}{\frac {60}{n}}{\sqrt {p^{2}-v^{2}}}}

## ماه‌گرفتگی در ادیان

### اسلام
مسلمانان به هنگام ماه‌گرفتگی نماز آیات می‌خوانند. در مذهب شیعه، خواندن این نماز، واجب است.

## ماه‌گرفتگی‌های اخیر
- ماه‌گرفتگی جزئی ۲۸ اکتبر ۲۰۲۳ (fa) (۶ آبان ۱۴۰۲)
- ماه‌گرفتگی نیم‌سایه‌ای ۲۵ مارس ۲۰۲۴ (en) (۶ فروردین ۱۴۰۳)
- ماه‌گرفتگی جزئی ۱۸ سپتامبر ۲۰۲۴ (en) (۲۸ شهریور ۱۴۰۳)
- ماه‌گرفتگی کامل ۱۴ مارس ۲۰۲۵ (en) (۲۴ اسفند ۱۴۰۳)
- ماه‌گرفتگی کامل ۷و۸ سپتامبر ۲۰۲۵ (en) (۱۶ شهریور ۱۴۰۴)

## نگارخانه

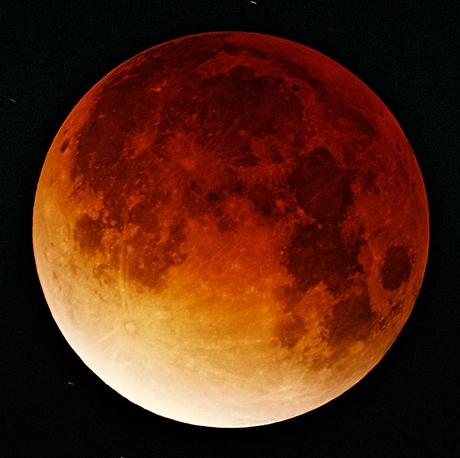
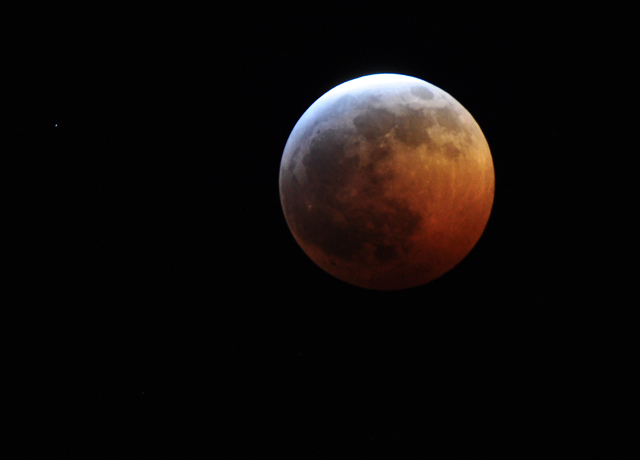
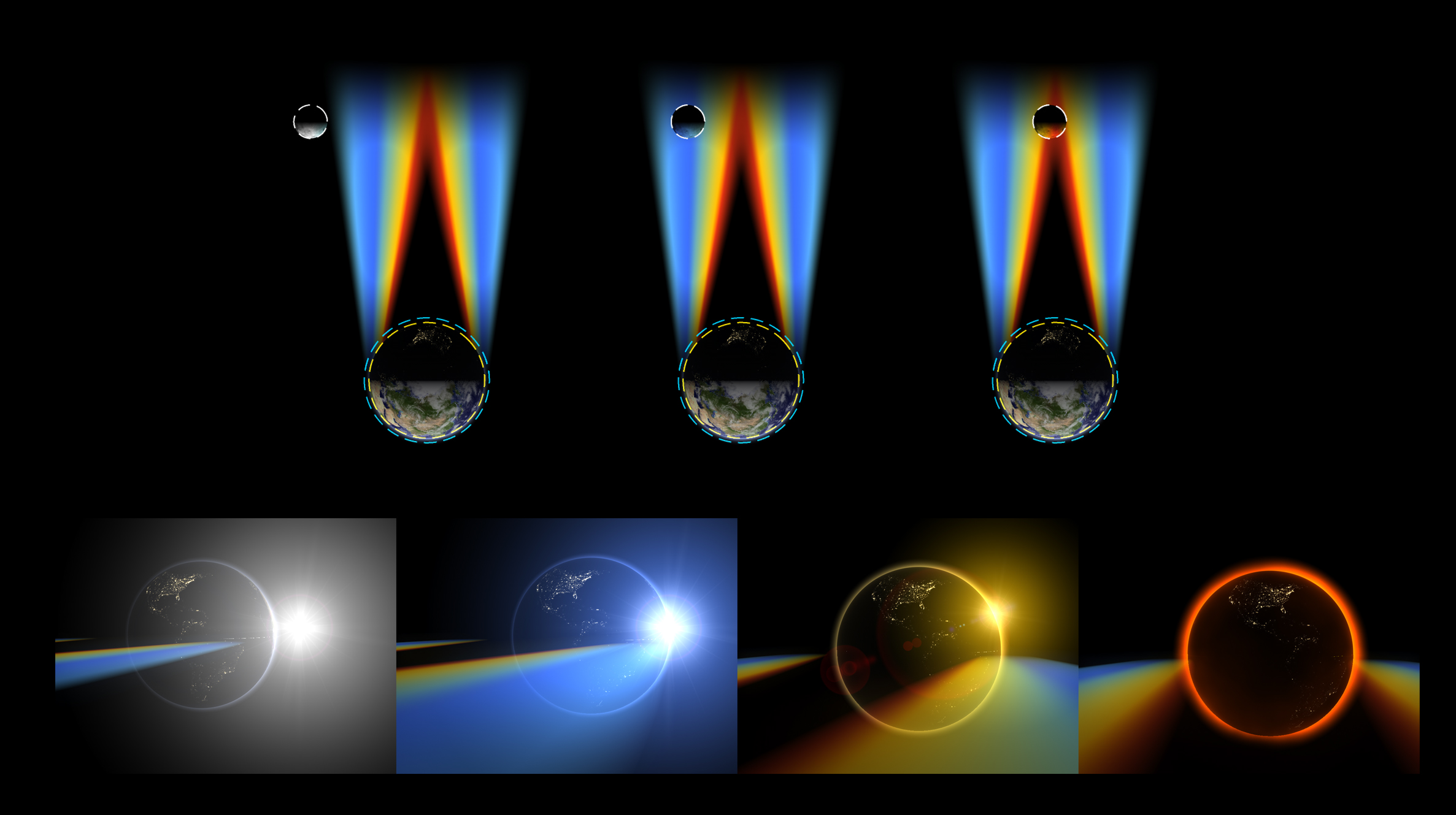
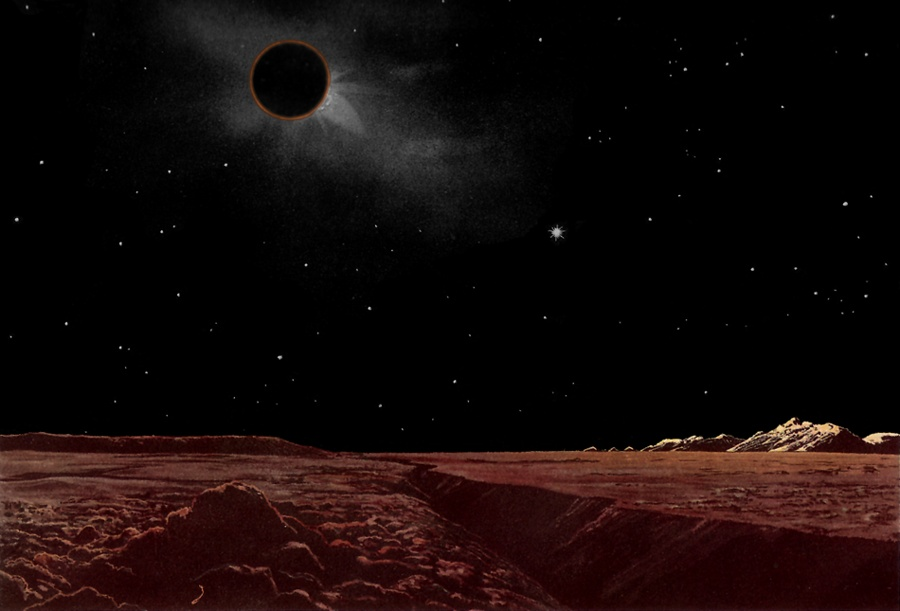